# Ulrico II di Meclemburgo-Stargard
Ulrico II di Meclemburgo-Stargard (Stargard, prima del 1428 – Stargard, 13 luglio 1471), fu duca di Meclemburgo-Stargard dal 1466 sino alla sua morte.

## Biografia
Nacque prima del 1428. Fu associato al trono ducale dal padre Enrico, assumendo il pieno potere dopo la sua morte nel 1466.
Sposò Caterina di Werle, con un matrimonio già pianificato sin dal 1446, ma celebrato solo dopo una lunga disputa sulla dote, che riguardava l'eredità della madre di Caterina, Sofia di Pomerania, il cui fratello Barnim VIII era morto nel 1451. Il Meclemburgo pretendeva il territorio come parte della dote di Caterina.
Il disaccordo fu ricomposto grazie alla mediazione del maggiore Otto Voge di Stralsund con il trattato di Ribnitz il 24 febbraio 1454, con il quale il Meclemburgo ottenne le signorie di Barth, Zingst e Damgarten. La data esatta del matrimonio della coppia non ci è nota, ma probabilmente fu celebrato tra la data di siglatura dell'accordo ed il 15 settembre dello stesso anno.
Ulrico morì nel 1471; vi furono delle voci che indicavano la sua morte come dolosa, dovuta ad avvelenamento. Egli venne sepolto nel monastero di Wanzka e, non avendo avuto eredi maschi, il ducato di Meclemburgo-Stargard passò alla linea del Meclemburgo-Schwerin nella persona di Enrico IV.

## Matrimonio e figli
Ulrico II si sposò con Caterina di Pomerania ed ebbe i seguenti eredi:
- Ingeborg (m. probabilmente l'8 aprile 1509), sposò Eberwin II di Bentheim
- Elisabetta (m. 1532), priora dell'abbazia di Rehna

## Ascendenza
|                                                              |                                      |                                         | Genitori                                 |  |  | Nonni |  |  | Bisnonni                                 |  |  | Trisnonni                         |  |
|                                                              |                                      |                                         |                                          |  |  |       |  |  | Giovanni I, duca di Meclemburgo-Stargard |  |  | Enrico II, signore di Meclemburgo |  |
|                                                              |                                      |                                         |                                          |  |  |       |  |  | Giovanni I, duca di Meclemburgo-Stargard |  |  | Enrico II, signore di Meclemburgo |  |
|                                                              |                                      | Anna di Sassonia-Wittenberg             |                                          |  |  |       |  |  | Giovanni I, duca di Meclemburgo-Stargard |  |  |                                   |  |
| Ulrico I, duca di Meclemburgo-Stargard                       |                                      |                                         |                                          |  |  |       |  |  | Giovanni I, duca di Meclemburgo-Stargard |  |  |                                   |  |
|                                                              |                                      | Agnese di Lindow-Ruppin                 | Ulrico I, conte di Lindow-Ruppin         |  |  |       |  |  |                                          |  |  |                                   |  |
|                                                              |                                      | Agnese di Lindow-Ruppin                 | Ulrico I, conte di Lindow-Ruppin         |  |  |       |  |  |                                          |  |  |                                   |  |
|                                                              |                                      | Agnese di Lindow-Ruppin                 | Adelaide di Schladen                     |  |  |       |  |  |                                          |  |  |                                   |  |
| Enrico, duca di Meclemburgo-Stargard                         |                                      | Agnese di Lindow-Ruppin                 |                                          |  |  |       |  |  |                                          |  |  |                                   |  |
|                                                              |                                      | Swantibor I, duca di Pomerania-Stettino | Barnim III, duca di Pomerania-Stettino   |  |  |       |  |  |                                          |  |  |                                   |  |
|                                                              |                                      | Swantibor I, duca di Pomerania-Stettino | Barnim III, duca di Pomerania-Stettino   |  |  |       |  |  |                                          |  |  |                                   |  |
|                                                              |                                      | Swantibor I, duca di Pomerania-Stettino | Agnese di Brunswick-Grubenhagen          |  |  |       |  |  |                                          |  |  |                                   |  |
| Margherita di Pomerania-Stettino                             |                                      | Swantibor I, duca di Pomerania-Stettino |                                          |  |  |       |  |  |                                          |  |  |                                   |  |
|                                                              |                                      | Anna di Norimberga                      | Alberto II, burgravio di Norimberga      |  |  |       |  |  |                                          |  |  |                                   |  |
|                                                              |                                      | Anna di Norimberga                      | Alberto II, burgravio di Norimberga      |  |  |       |  |  |                                          |  |  |                                   |  |
|                                                              |                                      | Anna di Norimberga                      | Sofia di Henneberg-Schleusingen          |  |  |       |  |  |                                          |  |  |                                   |  |
| Ulrico II, duca di Meclemburgo-Stargard                      |                                      | Anna di Norimberga                      |                                          |  |  |       |  |  |                                          |  |  |                                   |  |
|                                                              | Boghislao V, duca di Pomerania-Stolp | Wartislao IV, duca di Pomerania-Wolgast |                                          |  |  |       |  |  |                                          |  |  |                                   |  |
|                                                              | Boghislao V, duca di Pomerania-Stolp | Wartislao IV, duca di Pomerania-Wolgast |                                          |  |  |       |  |  |                                          |  |  |                                   |  |
|                                                              | Boghislao V, duca di Pomerania-Stolp | Elisabetta di Lindow-Ruppin             |                                          |  |  |       |  |  |                                          |  |  |                                   |  |
| Boghislao VIII, duca di Pomerania-Stolp e Pomerania-Stargard | Boghislao V, duca di Pomerania-Stolp |                                         |                                          |  |  |       |  |  |                                          |  |  |                                   |  |
|                                                              |                                      | Adelaide di Brunswick-Grubenhagen       | Ernesto I, duca di Brunswick-Grubenhagen |  |  |       |  |  |                                          |  |  |                                   |  |
|                                                              |                                      | Adelaide di Brunswick-Grubenhagen       | Ernesto I, duca di Brunswick-Grubenhagen |  |  |       |  |  |                                          |  |  |                                   |  |
|                                                              |                                      | Adelaide di Brunswick-Grubenhagen       | Adelaide di Everstein-Polle              |  |  |       |  |  |                                          |  |  |                                   |  |
| Ingeborg di Pomerania-Stargard                               |                                      | Adelaide di Brunswick-Grubenhagen       |                                          |  |  |       |  |  |                                          |  |  |                                   |  |
|                                                              |                                      | Enrico II, conte di Holstein-Rendsburg  | Gerardo III, conte di Holstein-Rendsburg |  |  |       |  |  |                                          |  |  |                                   |  |
|                                                              |                                      | Enrico II, conte di Holstein-Rendsburg  | Gerardo III, conte di Holstein-Rendsburg |  |  |       |  |  |                                          |  |  |                                   |  |
|                                                              |                                      | Enrico II, conte di Holstein-Rendsburg  | Sofia di Werle                           |  |  |       |  |  |                                          |  |  |                                   |  |
| Sofia di Holstein-Rendsburg                                  |                                      | Enrico II, conte di Holstein-Rendsburg  |                                          |  |  |       |  |  |                                          |  |  |                                   |  |
|                                                              |                                      | Ingeborg di Meclemburgo-Schwerin        | Alberto II, duca di Meclemburgo-Schwerin |  |  |       |  |  |                                          |  |  |                                   |  |
|                                                              |                                      | Ingeborg di Meclemburgo-Schwerin        | Alberto II, duca di Meclemburgo-Schwerin |  |  |       |  |  |                                          |  |  |                                   |  |
|                                                              |                                      | Ingeborg di Meclemburgo-Schwerin        | Eufemia di Svezia                        |  |  |       |  |  |                                          |  |  |                                   |  |
|                                                              |                                      | Ingeborg di Meclemburgo-Schwerin        |                                          |  |  |       |  |  |                                          |  |  |                                   |  |